# James Steven Wilson
James Steven Wilson (Chepstow, Gales, 26 de febrero de 1989) es un futbolista galés. Juega de defensa y su equipo es el Bristol Rovers F. C. de la Football League One de Inglaterra. 

## Selección nacional
Ha sido internacional con la selección de fútbol de Gales en una ocasión.

## Clubes
| Club                           | País       | Año       |
| ------------------------------ | ---------- | --------- |
| Bristol City F. C.             | Inglaterra | 2008-2014 |
| Brentford F. C. (cedido)       | Inglaterra | 2008      |
| Brentford F. C. (cedido)       | Inglaterra | 2009      |
| Cheltenham Town F. C. (cedido) | Inglaterra | 2013      |
| Oldham Athletic A. F. C.       | Inglaterra | 2014-2016 |
| Sheffield United F. C.         | Inglaterra | 2016-2018 |
| Walsall F. C. (cedido)         | Inglaterra | 2017-2018 |
| Lincoln City F. C.             | Inglaterra | 2018-2019 |
| Ipswich Town F. C.             | Inglaterra | 2019-2021 |
| Plymouth Argyle F. C.          | Inglaterra | 2021-2023 |
| Bristol Rovers F. C.           | Inglaterra | 2023-     |

## Palmarés

### Campeonatos nacionales
| Título              | Club            | País       | Año  |
| ------------------- | --------------- | ---------- | ---- |
| Football League Two | Brentford F. C. | Inglaterra | 2009 |